# Genaro Estrada
Genaro Estrada (2 de juny de 1887 – 29 de setembre de 1937) va ser un polític mexicà. Va ser Secretari d'Afers Exteriors de Mèxic entre 1930 i 1932 i l'arquitecte de la influent Doctrina Estrada.

## Biografia
Estrada nasqué a Mazatlán, Sinaloa. Va estar involucrat en la Revolució Mexicana. A finals de la dècada de 1920 va ser ambaixador a Espanya. Va fundar l'Academia Mexicana de la Historia. Publicà la novel·la, Pero Galín (1926).